# Jorge Vázquez Rosas
Jorge Luis Vázquez Rosas (Montevideo, 1 de noviembre de 1944) es un político y enfermero uruguayo, hermano del expresidente Tabaré Vázquez. A partir del 15 de febrero de 2020 y hasta el 1° de marzo de 2020 fue el ministro del Interior después de la renuncia de Eduardo Bonomi para asumir como senador.

## Biografía
Fue militante de la Organización Popular Revolucionaria (OPR-33) en épocas anteriores a la dictadura (1973-1985). Fue a prisión antes de comenzar la dictadura, en 1971 y liberado luego de 14 años de prisión en el penal de Libertad.
Desde el 1 de marzo de 2005 al 1 de marzo de 2010 fue prosecretario de la Presidencia y encargado de la seguridad presidencial, tratándose de una de las personas de mayor confianza del presidente Vázquez en el gobierno.
José Mujica lo nombró viceministro del Interior, cargo que asumió el 1 de marzo de 2010. 
| Predecesor: Leonardo Costa | Prosecretario de Presidencia de Uruguay 2005 - 2010 | Sucesor: Diego Cánepa |